# Unicorn (альбом)
Unicorn — третий студийный альбом британской музыкальной группы Tyrannosaurus Rex, выпущенный в 1969 году на лейблах Regal Zonophone (в Великобритании) и Blue Thumb (в США).

## Об альбоме
Начиная с 1969 года дуэт Марка Болана и Стива Тука начинает пользоваться скромным успехом на радио, выпустив к этому времени три студийных альбома; последний из них Unicorn поднимался до десятой позиции в британских чартах. Песни Болана приобретают большую мелодичность, а лирика, наполняемая автором собственными выдуманными образами, а также различными образами из греческой и персидской мифологии, становится более драматичной. Участники дуэта становятся постоянными гостями на Peel Sessions, а также совершают небольшой тур, выступая в британских студенческих залах.
К моменту выхода пластинки Unicorn, в отношениях участников дуэта чувствуется явное напряжение. В то время, как Болан вполне довольный вниманием со стороны слушателей, ведёт со своей подругой тихий и спокойный образ жизни, Стив, являющийся активным последователем идей британского андеграунда, с настороженностью относился к нарастающему успеху и высказывался против коммерциализации творчества дуэта. Музыкант также начал писать собственные песни, и предлагал Марку включать их в общий репертуар, что было отклонено последним до предполагаемого четвёртого альбома.
В итоге музыканты расстаются; Unicorn становится последней пластинкой, записанной дуэтом поющего гитариста Марка Болана и перкуссиониста/мультиинструменталиста Стива Перегрина-Тука, место которого в итоге занял Микки Финн.

## Список композиций
Автор всех песен — Марк Болан.
| №  | Название                                                        | Длительность |
| -- | --------------------------------------------------------------- | ------------ |
| 1. | «Chariots of Silk»                                              | 2:26         |
| 2. | «Pon a Hill»                                                    | 1:14         |
| 3. | «The Seal of Seasons»                                           | 1:49         |
| 4. | «The Throat of Winter»                                          | 1:59         |
| 5. | «Cat Black (The Wizard's Hat)»                                  | 2:55         |
| 6. | «Stones for Avalon»                                             | 1:37         |
| 7. | «She Was Born to Be My Unicorn»                                 | 2:37         |
| 8. | «Like a White Star, Tangled and Far, Tulip That's What You Are» | 3:49         |

| №  | Название                          | Длительность |
| -- | --------------------------------- | ------------ |
| 2. | «Warlord of the Royal Crocodiles» | 2:11         |
| 3. | «Evenings of Damask»              | 2:26         |
| 4. | «The Sea Beasts»                  | 2:26         |
| 5. | «Iscariot»                        | 2:53         |
| 6. | «Nijinsky Hind»                   | 2:20         |
| 7. | «The Pilgrim's Tale»              | 2:07         |
| 8. | «Romany Soup»                     | 5:40         |

## Участники записи
Tyrannosaurus Rex
- Марк Болан — акустическая гитара, вокал, орган
- Стив Перегрин Тук — бэк-вокал, пиксифон, перкуссия, бас-гитара, фортепиано, ударная установка, гонг

Дополнительный персонал
- Тони Висконти — продюсер, фортепиано (трек 5)
- Джон Пил — повествование (16 трек)